# Walter Langer (Schauspieler)
Walter Langer (* 29. Oktober 1928 in Wien; † 12. Juni 2018) war ein österreichischer Schauspieler. Er lebte mit seiner Frau Waltraud Heindl abwechselnd in Wien, Gloggnitz und Altaussee.

## Leben
Nachdem sich sein Berufswunsch, Maler zu werden, zunächst nicht erfüllte, arbeitete Langer nach dem Zweiten Weltkrieg in einem Büro. Es zog ihn darauf jedoch bald zum Theater hin und zum Max-Reinhardt-Seminar, das er unter anderem mit seinem Jahrgangskollegen Edwin Zbonek erfolgreich absolvierte.
Er trat zunächst in diversen Kellerbühnen in Wien auf (Theater der Courage, Theater am Parkring). Danach spielte er neun Jahre an der Komödie Basel. 1965 folgte ein Engagement am Wiener Volkstheater, seinem Stammhaus, wo er besonders als Nestroydarsteller in der Gustav-Manker-Ära bekannt wurde. Von 1984 bis 1991 war Langer Mitglied des Wiener Burgtheaters, wo er auch seine Theaterlaufbahn beendete.
Populär wurde Walter Langer durch die Sendung Seniorenclub und durch die Fernsehserie Kaisermühlen Blues, wo er die Figur des Eberhart Kudrnac spielt. Er wirkte auch in einer Reihe von Kino- und Fernsehfilmen mit, darunter Felix Dvoraks Humor kennt keine Grenzen und sieben Folgen der Fernsehreihe Tatort.

## Auszeichnungen
- 1978/1979: Karl-Skraup-Preis für schauspielerische Leistung
- 2002: Silbernes Ehrenzeichen für Verdienste um das Land Wien
- 2014: Verleihung des Berufstitels Kammerschauspieler

## Filmografie (Auswahl)
- 1973: Nichts als Erinnerung
- Tatort (Fernsehreihe)
  - 1973: Frauenmord
  - 1979: Mord im Grand-Hotel
  - 1982: Mordkommando
  - 1983: Mord in der U-Bahn
  - 1986: Wir werden ihn Mischa nennen
  - 1987: Superzwölfer
  - 1990: Seven Eleven
- 1992–1999: Kaisermühlen Blues
- 1996: Der Bockerer II – Österreich ist frei